# Nyék (Budapest)
Nyék Budapest egyik városrésze a II. kerületben, az Ördög-árok mély völgyének északi oldalán. Korábban a középkori Nyék falu állt itt. (A közbeszédben Vadaskert néven is emlegetik.)

## Fekvése

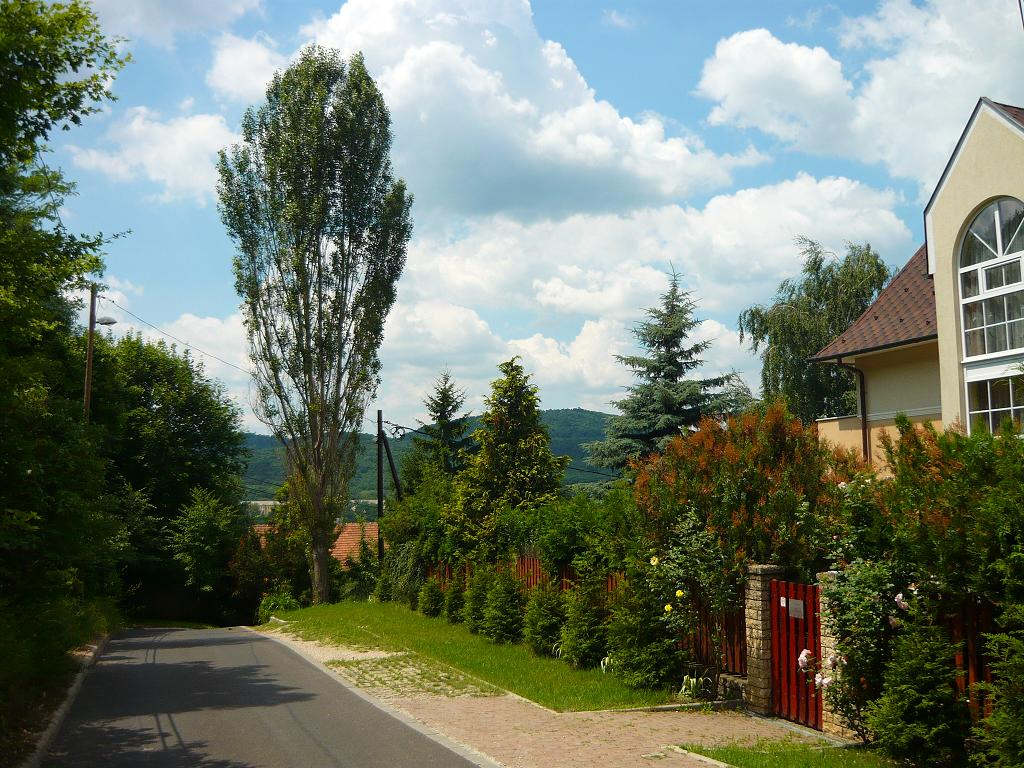
Páfránykert utcai részlet, háttérben a János-hegy

Határai: Budapest 1949. december 31-i határa a 161. és 1671. sz. határkő között az Ördög-ároktól - Görgényi út - Nagybányai út - Nagybányai lépcső – Páfrányliget utca - az Ördög-árok Budapest 1949. december 31-i határáig.

## Története
Mátyás király és II. Ulászló idején az 1500-as években épült itt palota, illetve királyi vadászkastély, valamint Mátyás vadasparkja is.
Bár Döbrentei Gábor  1847. évi dűlőkeresztelőjekor a német Leopoldfeld tükörfordításaként Lipótmező névre keresztelték, ez az Ördög-árok völgyének déli oldalán fekvő városrész neve. Nyék városrész neve a Nyék nemzetségre utal, egyben a 16. század előtt e helyen található  a falunak a nevével azonos. Az egykori falu templomának romjait 1932-ben tárták fel.
A Szalonka völgy aljában, a Szalonka út és a Párfány út sarkán állt az 1820-ban megnyílt Lipótmezei vendéglő és major.